# 毬杖
毬杖（ぎっちょう）は、木製の槌（つち）をつけた木製の杖を振るい、木製の毬を相手陣に打ち込む遊び、またはその杖。振々毬杖（ぶりぶりぎっちょう）、玉ぶりぶりとも。杖には色糸をまとう。

## 概要
平安時代に童子の遊びとして始まり、後に庶民の間に広まった。その後は形骸化し、江戸時代頃まで正月儀式として残った。可児徳・矢島鐘二は『小学校遊戯の理論及実際』（1913年）の中で「古代の体育的遊戯が、一種の玩具としての遺物となってる〔ママ〕のは、遺憾の次第である」と記している。現在では、地域における文化体験の一環として時たま楽しまれる。
左利きの人が毬杖を左手に持ったことから、「（左）ぎっちょ」の語源とする説もある。『本朝俚諺』には、「俗間に、左の手の利きたる人をぎっちょといへるは、左義長といふ意、左専（もっぱ）らききたるに準（なら）ふ」とある。

## ルール
可児徳・矢島鐘二『小学校遊戯の理論及実際』（1913年）による。同書は「頗（すこぶ）る勇壮な遊戯」と評している。
1. 2組に分かれ、12 - 13間（≒21 - 23 m）の距離に線を引き、競技者は整列する。
2. 一方の組が車輪（毬）を杖（毬杖）で打って競技を開始する。
3. もう一方の組は車輪を打ち返す。
4. これを繰り返し、打ち返せず線外に車輪が出た方の負けとなる。